# Dupreeh
Питер Расмуссен (дат. Peter Rothmann Rasmussen) — профессиональный датский киберспортсмен, также известный как dupreeh. На данный момент не играет в какой-либо команде. Является единственным игроком, выигравшим пять турниров Major в дисциплине Counter-Strike: Global Offensive и игроком, участвовавшим во всех турнирах серии Major.

## Карьера
Питер начал свою карьеру в 2012 году, в составе датской команды 3DMAX. В январе 2013 года присоединился к Copenhagen Wolves, с которым смог занять 5-8 место на DreamHack Winter 2013. В декабре организация распустила состав, и они продолжили совместные выступления под знаменем über G33KZ.
В феврале 2014 Питер присоединился к Team Dignitas. Команда смогла занять 4 место на ESL Major Series One Katowice 2014 и ESL One: Cologne 2014. В январе 2015 года состав ушёл из организации и стал играть в команде Team SoloMid. Команда смогла выиграть такие турниры как PGL CS:GO Championship Series, FACEIT 2015 Stage 2, PGL CS:GO Championship Series Season 1, а также заняла 4 место на FACEIT 2015 Stage 3. В декабре коллектив прекратил сотрудничество с организацией.
Сперва спортсмены играли под названием «ex-TSM», а затем основали организацию Astralis. Astralis смогли выиграть множество крупных турниров, среди которых 4 мэйджора: ELEAGUE Major: Atlanta 2017, FACEIT Major: London 2018, IEM Katowice 2019 и StarLadder Berlin Major 2019.
В 2018 году Питер вошёл в пятёрку лучших игроков мира по версии портала HLTV.org. Он стал MVP на ESL Pro League Season 7 и BLAST Pro Series: Global Final 2019.
В 2022 году Питер вступил в команду Team Vitality.
21 мая 2023 года Team Vitality выиграла Blast Paris Major 2023, тем самым, dupreeh стал первым и единственным игроком в CS:GO, на счету которого оказалось пять титулов серии Major.
22 июня 2023 года Расмуссен оказался на скамейке запасных в Team Vitality, где его заменил израильский игрок flameZ.
23 октября 2023 года Питера подписывает датская организация Heroic на замену ушедшему из неё Cadian до конца 2023 года.
28 декабря 2023 года dupreeh подписал долгосрочный контракт с организацией Preasy.
26 марта 2024 года Питер присоединился к «Falcons». В мае 2025 года покинул команду и находится в статусе «свободного агента».
22 июня 2025 года во время Major в городе Остин официально объявил о завершении карьеры профессионального игрока Counter-Strike.

## Достижения
| Дата       | Турнир                             | Прим. |
| 2018       | 2018                               | 2018  |
| ---------- | ---------------------------------- | ----- |
| 20 мая     | ESL Pro League Season 7 Finals     | [ 8 ] |
| 2019       |                                    |       |
| 14 декабря | BLAST Pro Series Global Final 2019 | [ 9 ] |

| Год  | Позиция | Прим.  |
| ---- | ------- | ------ |
| 2013 | 18      | [ 18 ] |
| 2014 | 16      | [ 19 ] |
| 2015 | 12      | [ 20 ] |
| 2017 | 10      | [ 21 ] |
| 2018 | 5       | [ 7 ]  |
| 2019 | 16      | [ 22 ] |
| 2020 | 9       | [ 23 ] |